# Fuad Masum
Muhammad Fuad Masum (Arabisk: فؤاد معصوم, født 1938) er en kurdisk politiker, der i perioden 24. juli 2014 - 2. oktober 2018 var Iraks 7. præsident. Han blev valgt til embedet den 24. juli 2014 ved en afstemning i Iraks parlament, der blev afholdt efter det irakiske parlamentsvalg i 2014. Fuad Masum var den anden ikke-arabiske præsident efter Jalal Talabani.

## Opvækst og uddannelse
Fuad Masum er født i byen Koya. Hans familie stammer fra området omkring Hawraman. Han har studeret ved koranskoler i Kurdistan. Han studerede jura Sharia ved Bagdad Universitet. I 1958 rejste Masum til Kairo for at færdiggøre sin uddannelse ved Al-Azhar Universitet. Han arbejdede som underviser ved Basra Universitet i 1968. Han modtog en PhD i Islamisk filosofi fra Al-Azhar i 1975.

## Politisk karriere

### Kommunistpartiet
Masum blev medlem af Iraks kommunistparti i 1962. Han meldte sig ud i 1964, efter at have mødt generalsekretæren for Syriens kommunistparti, Khalid Bakdash, under en rejse til Syrien, hvor har blev bekendt med kommunistpartiets holdninger til kurdere. Masum meldte sig herefter ind i Kurdistans Demokratiske Parti.

### Kurdistans Demokratiske Parti
I 1968 var Masum repræsentant for KDP i Basra. Han var repræsentant for den Kurdiske Revolution i Kairo indtil 1975. Masum var en af grundlæggerne af Kurdistans Patriotiske Union i 1976. I 1992 blev han den første premierminister i Kurdistan. Efter invasionen af Irak i 2003 vendte Masum tilbage til Bagdad som medlem af Kurdistans delegation og deltog i arbejdet med at udarbejde en ny irakisk forfatning. Masum blev i 2004 den første formand for Repræsentanternes Råd.

## Præsident
Den 24. juli 2014 blev Masum af parlamentets medlemmer valgt til Iraks 7. præsident. Masum modtog 211 stemmer. Den tætteste modkandidat, Barham Saleh, fik 17 stemmer. Valget skete ved hemmelig afstemning blandt de kurdiske parlamentsmedlemmer, der af hensyn til Iraks politiske balance kontrollerer præsidentembedet. FN's Generalsekretær Ban Ki-moon var til stede i Irak da valget fandt sted og deltog i et møde med premierminister Nouri al-Maliki med henblik på at understrege behovet for en mere inkluderende regering i landet. Masum accepterede udnævnelsen og nævnte i sin tiltrædelsestale de omfattende problemer med sikkerhed og økonomi, som landet står overfor.

## Privat
Masum er gift med Ronak Abdul-Wahid Mustafa og har fem døtre: Shereen, Jowan, Zozan, Shilan og Veian. Han havde en søn, Showan, der døde af en børnesygdom.